# International Hareport
International Hareport, conhecido no Brasil e em Portugal como Ned e Fred, é uma série de animação digital franco-belga criada por Jan Bultheel que gira em torno de Ned e Fred, dois irmãos lebres que decidem abrir um aeroporto para controlar o fluxo de voo de todos os animais. Atualmente é exibido pelo canal pago Gloob e em Portugal, é exibido pelo Canal Panda e mais tarde na RTP2 com o nome de Aeroporto da Barafunda com dobragem diferente e nomes dos personagens traduzidos.

## Personagens

### Ned
Uma lebre amarela, quer se divertir, e só foi trabalhar no aeroporto na chance de ajudar o irmão e tentar levar a melhor investindo nisso, ganhando dinheiro e ou fazendo negócios, até mesmo levando a vida boa, mas é bom. Sua função no aeroporto é secretário. Algumas vezes é possível vê-lo sendo guia de turistas. Esconde uma paixão por Cookie.

### Fred
Uma lebre laranja-avermelhada com amarelo. É o oposto de Ned, é mais velho e bem severo, apesar de poucos momentos sorrir e se divertir. Foi ele que quis criar o aeroporto e leva isso a sério. Tem as mesmas funções que Ned, e os dois escondem uma paixão secreta por Cookie.

### Cookie
Uma esquila rosa, serve como portadora de voz no aeroporto. Causa paixão e até mesmo brigas dos meninos por ser a única contra-parte feminina do local. É meiga e doce com todos Dublada por Grey DeLisle. Tem um meio-irmão adotivo chamado Boris

### Boris
Um urso, irmão adotivo de Cookie, é protetor, trabalha como lojista no aeroporto.

### Hughes
Um lobo azul. É cego, vive contando histórias ou dando ideias malucas. Teve um passado extraordinário e inacreditável. Cuida de uma lanchonete no aeroporto.

### Moppet
Um cervo. Faz tudo lá, limpa, carrega malas, tem uma  força extraordinária, o estagiário que qualquer lugar deseja. Seu único sonho é conseguir ser o funcionário do mês.

### Baboon
Um babuíno. é o mecânico do aeroporto. Já teve posse do aeroporto por um episódio.

### Corvos
Três corvos faxineiros, nunca foram vistos separados.

### Castores
Uma família de castores que tentam constantemente fechar o aeroporto. Moram na floresta Dublados por Carolyn Lawrence,Grey DeLisle e Mindy Cohn.

## Episódios
1. Caça ao Tesouro
2. Silêncio Rapazes!
3. O Ovo Perdido
4. Beijo e Confusão!
5. Medo de Voar
6. Com o Pé Errado
7. Voo Atrasado
8. O Admirador
9. Pista Assombrada
10. Igor Penguinov
11. As Férias de Moppet
12. Torre Sem Controle
13. Ned e Fred Apaixonados
14. Aventura na Lua
15. Favores
16. Sob o Radar
17. Achado Não é Roubado
18. Meu Irmão, Meu Herói
19. Guiados Pelo Nariz
20. Namorada de Mentirinha
21. Chiclete da Sorte
22. Cada Qual Com Sua Parte
23. Diplomado
24. Coelhinho
25. Por Favor Não Se Vá
26. Não Perturbe!